# Peter Shaw Ashton
Peter Shaw Ashton (Boscombe, Bournemouth, 27 de junio de 1934) es un botánico y conservacionista inglés, Profesor de la cátedra "Charles Bullard" de Forestales en la Harvard University, y director del Arnold Arboretum de 1978 a 1987.
Ha trabajado por muchos años en proyectos de investigación promoviendo la conservación y el uso sostenible de las selvas tropicales, y fue instrumental en el proyecto del Center for Tropical Forest Science para formular una red de "Parcelas Forestales Dinámicas", supervisadas regularmente para muestrear la salud de la selva; y ha ganado el premio Japón por ésta en 2007.

## Algunas publicaciones

### Libros
- peter Shaw Ashton. 1972. The quaternary era in Malesia. Being the transactions of the 2. Aberdeen-Hull Symposium on Malesian Ecology, Aberdeen 1971. Número 13 de University (Hull), Department of Geography. Miscellaneous series. Editor Department of Geography, Univ, 122 pp.

## Honores
- 1983: miembro de American Academy of Arts and Sciences.[2]

- 2006: miembro honorario de la Association for Tropical Biology and Conservation, en el Encuentro Anual ATBC de Kunming, China

- La abreviatura «P.S.Ashton» se emplea para indicar a Peter Shaw Ashton como autoridad en la descripción y clasificación científica de los vegetales.[3]